# Mesosa affinis nepalica
Mesosa affinis nepalica es una subespecie de escarabajo longicornio del género Mesosa, categorizada en la tribu Mesosini, de la subfamilia Lamiinae. Fue descrita por Holzschuh en 2003.

## Descripción
Mide 7,6-13,9 mm de longitud.

## Distribución
Se distribuye por Nepal.